# ونتسیسلاو بنگیوزوف
ونتسیسلاو بنگیوزوف (بلغاری: Венцислав Бенгюзов؛ زادهٔ ۲۲ ژانویهٔ ۱۹۹۱) بازیکن فوتبال اهل بلغارستان است.
از باشگاه‌هایی که در آن بازی کرده است می‌توان به باشگاه فوتبال لیتکس لووچ اشاره کرد.
وی همچنین در تیم ملی فوتبال زیر ۲۱ سال بلغارستان بازی کرده است.